# István Vilmos
István Vilmos (Zalaegerszeg, 1849. június 22. – Szombathely, 1910. december 25.) magyar katolikus pap, szombathelyi püspök.

## Pályafutása
Apja István József zalaegerszegi borbély, anyja Misinger Magdolna volt. 1874. augusztus 12-én szentelték pappá.

### Püspöki pályafutása
1898. november 28-án dometiopolis-i címzetes püspökké és szombathelyi segédpüspökké nevezték ki. 1899. január 15-én szentelte püspökké Szombathelyen Hidasy Kornél szombathelyi püspök, Steiner Fülöp székesfehérvári püspök és Kutrovátz Ernő győri segédpüspök segédletével.
1901-ben szombathelyi megyés püspökké nevezték ki.